# Stilobezzia curvistyla
Stilobezzia curvistyla är en tvåvingeart som beskrevs av Cazorla och Gustavo R. Spinelli 2006. Stilobezzia curvistyla ingår i släktet Stilobezzia och familjen svidknott. Inga underarter finns listade i Catalogue of Life.